# Центрально-Африканська зона зрушення

Центрально-Африканська зона зрушення

Рифти Судану і Кенії

Центрально-Африканська зона зрушення (ЦАЗЗ) — система розломів, прямуюча від Гвінейської затоки через Камерун до Судану.  Межі зони зрушення не вельми файно вивчені.

## Опис
Зона зрушення існує принаймні 640 мільйон років Зрушення по зоні відбувалося під час розпаду Гондвани в юрський і крейдовий періоди.. Деякі з розломів було оновлено під час відкриття Південної Атлантики в крейдовий період
Розлом Пернамбуку в Бразилії є продовженням зони зрушення на захід. У Камеруні ЦАЗЗ перетинає підняття Адамава, утворення після крейдяного періоду. Прогин Бенуе лежить на північ, і зона зрушення Фумбан зрушення на південь Вулканічна активність відбулася уздовж більшої частини Камерунської лінії від 130 млн років. У мезозойський і третинний періоди рух рифтового басейну відбувся в центральній частині Камеруну, півночі Центрально-Африканської Республіки та південній частині Чаду.